# 王鏞 (同知)
王鏞（？—？），中國清朝官員，安徽人。

## 生平
王鏞於1865年（同治4年）接替鄭元杰，於台灣擔任台灣府淡水撫民同知。台灣府淡水撫民同知又稱淡水同知，為台灣清治時期的重要地方官員，官職品等為正五品，專司負責北台灣內政，為駐守於淡水廳的地方父母官。因為當時淡水廳管轄區域約今台灣基隆至新竹，因此實為北台灣的統治者。